# ايموزكاون (بوزمور)
ايموزكاون هي إحدى مشيخات المملكة المغربية، تتبع جغرافيا لإقليم الصويرة وإداريًا لبوزمور. يقدر عدد سكانها بـ 1952 نسمة حسب الإحصاء الرسمي للسكان والسكنى لسنة 2004.